# Cesson
Ne doit pas être confondu avec Cesson-Sévigné.
Cesson est une commune française située dans le département de Seine-et-Marne, en région Île-de-France.  
Au dernier recensement de 2022, la commune comptait 11 141 habitants.

## Géographie

### Localisation
Cesson est située à 38,1 km à vol d'oiseau au sud-est de Paris et à environ 5,5 km par la route au nord-ouest de Melun, préfecture du département.

### Communes limitrophes
|                              | Réau                 |                  |
| Savigny-le-Temple Seine-Port | Cesson               | Vert-Saint-Denis |
|                              | Boissise-la-Bertrand |                  |

### Géologie et relief
L'altitude de la commune varie de 62 mètres à 86 mètres pour le point le plus haut, le centre du bourg se situant à environ 79 mètres d'altitude (mairie). Elle est classée en zone de sismicité 1, correspondant à une sismicité très faible.

### Hydrographie

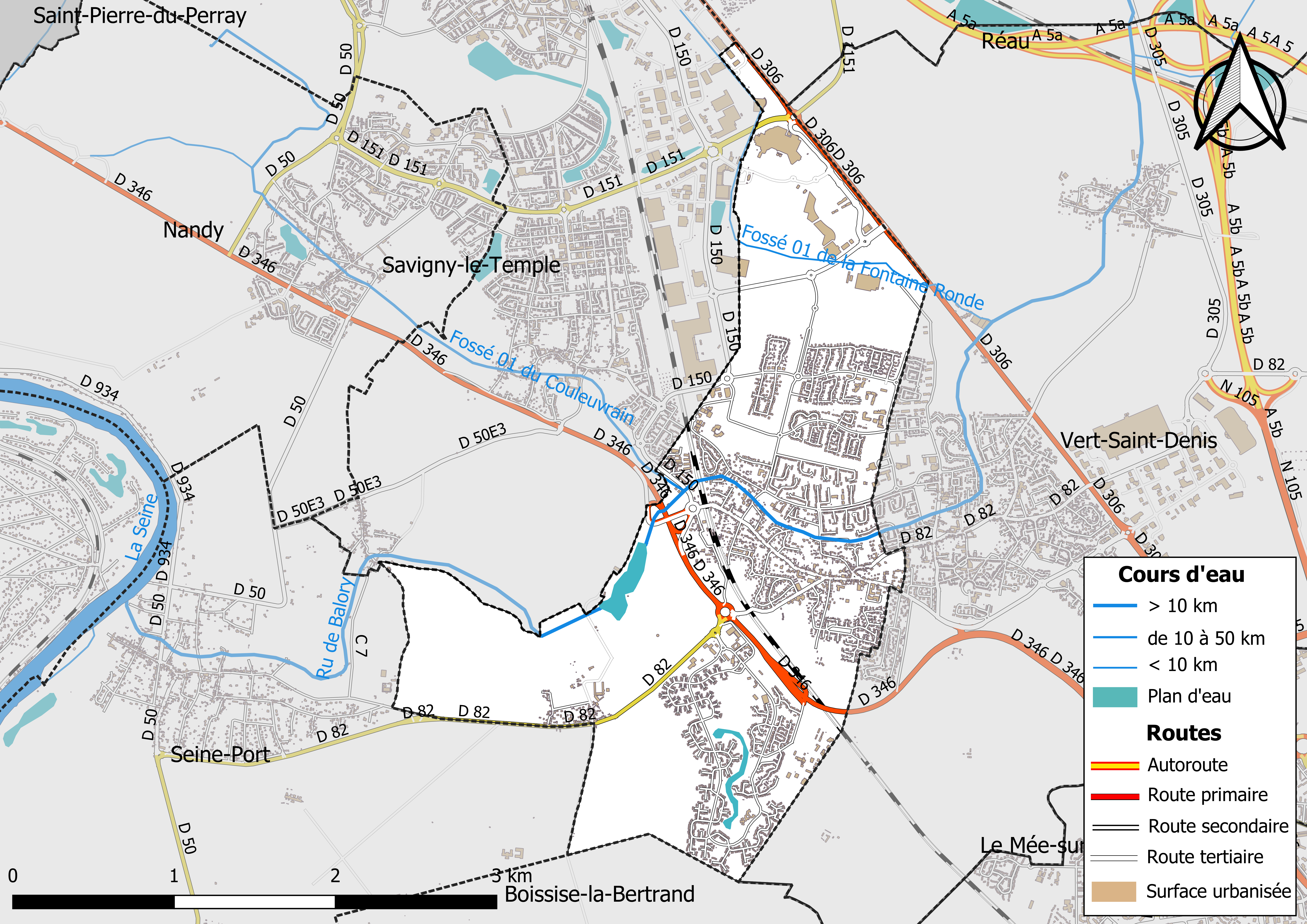
Carte des réseaux hydrographique et routier de Cesson.

Le réseau hydrographique de la commune se compose de trois cours d'eau référencés :
- le ru de Balory, long de 12,19 km[5], affluent de la Seine ;
  - le fossé 01 de la Fontaine Ronde, 3,43 km[6], et ;
  - le fossé 01 du Couleuvrain, 5,24 km[7], affluents du ru de Balory.

La longueur totale des cours d'eau sur la commune est de 4,27 km.

### Climat
Pour des articles plus généraux, voir Climat de l'Île-de-France et Climat de Seine-et-Marne.
En 2010, le climat de la commune est de type climat océanique dégradé des plaines du Centre et du Nord, selon une étude du CNRS s'appuyant sur une série de données couvrant la période 1971-2000. En 2020, Météo-France publie une typologie des climats de la France métropolitaine dans laquelle la commune est exposée à un climat océanique altéré et est dans la région climatique Sud-ouest du bassin Parisien, caractérisée par une faible pluviométrie, notamment au printemps (120 à 150 mm) et un hiver froid (3,5 °C).
Pour la période 1971-2000, la température annuelle moyenne est de 11,2 °C, avec une amplitude thermique annuelle de 15,5 °C. Le cumul annuel moyen de précipitations est de 687 mm, avec 10,7 jours de précipitations en janvier et 7,7 jours en juillet. Pour la période 1991-2020, la température moyenne annuelle observée sur la station météorologique la plus proche, située sur la commune de Seine-Port à 4 km à vol d'oiseau, est de 11,3 °C et le cumul annuel moyen de précipitations est de 673,1 mm,. Pour l'avenir, les paramètres climatiques de la commune estimés pour 2050 selon différents scénarios d'émission de gaz à effet de serre sont consultables sur un site dédié publié par Météo-France en novembre 2022.
| Mois                                  | jan.           | fév.             | mars          | avril           | mai             | juin          | jui.            | août           | sep.            | oct.            | nov.           | déc.             | année     |
| ------------------------------------- | -------------- | ---------------- | ------------- | --------------- | --------------- | ------------- | --------------- | -------------- | --------------- | --------------- | -------------- | ---------------- | --------- |
| Température minimale moyenne (°C)     | 1              | 0,5              | 2,5           | 4,5             | 8,2             | 11            | 13,1            | 12,7           | 9,5             | 7               | 3,7            | 1,3              | 6,3       |
| Température moyenne (°C)              | 4              | 4,5              | 7,6           | 10,5            | 14,3            | 17,3          | 19,5            | 19,3           | 15,6            | 11,8            | 7,2            | 4,2              | 11,3      |
| Température maximale moyenne (°C)     | 7              | 8,5              | 12,8          | 16,4            | 20,3            | 23,6          | 25,9            | 25,8           | 21,6            | 16,5            | 10,7           | 7,1              | 16,4      |
| Record de froid (°C) date du record   | −20 17.01.1985 | −17,3 14.02.1956 | −12 01.03.05  | −7 04.04.1973   | −2 08.05.1997   | 1 04.06.01    | 3,4 08.07.1954  | 1,9 28.08.1974 | −1,7 17.09.1971 | −5,5 29.10.1997 | −11 24.11.1998 | −15,1 29.12.1964 | −20 1985  |
| Record de chaleur (°C) date du record | 17 13.01.1998  | 21,5 24.02.1990  | 27 25.03.1955 | 30,2 29.04.1955 | 33,6 28.05.1954 | 37,5 27.06.11 | 40,4 01.07.1952 | 40,5 12.08.03  | 34,2 16.09.1961 | 30,5 01.10.1985 | 23 01.11.14    | 18 04.12.1953    | 40,5 2003 |
| Précipitations (mm)                   | 52,3           | 46,9             | 48,4          | 50,9            | 63,7            | 60,1          | 54,6            | 53,4           | 52,3            | 60,9            | 60,3           | 69,3             | 673,1     |

### Milieux naturels et biodiversité
L’inventaire des zones naturelles d'intérêt écologique, faunistique et floristique (ZNIEFF) a pour objectif de réaliser une couverture des zones les plus intéressantes sur le plan écologique, essentiellement dans la perspective d’améliorer la connaissance du patrimoine naturel national et de fournir aux différents décideurs un outil d’aide à la prise en compte de l’environnement dans l’aménagement du territoire.
Le territoire communal de Cesson comprend une ZNIEFF de type 1,, 
les « Landes de Ste-Assise et bois de Boissise-la-Bertrand » (833,78 ha), couvrant 5 communes du département
, et un ZNIEFF de type 2,, 
les « Bois et landes entre Seine-Port et Melun » (1 343,88 ha), couvrant 6 communes du département.

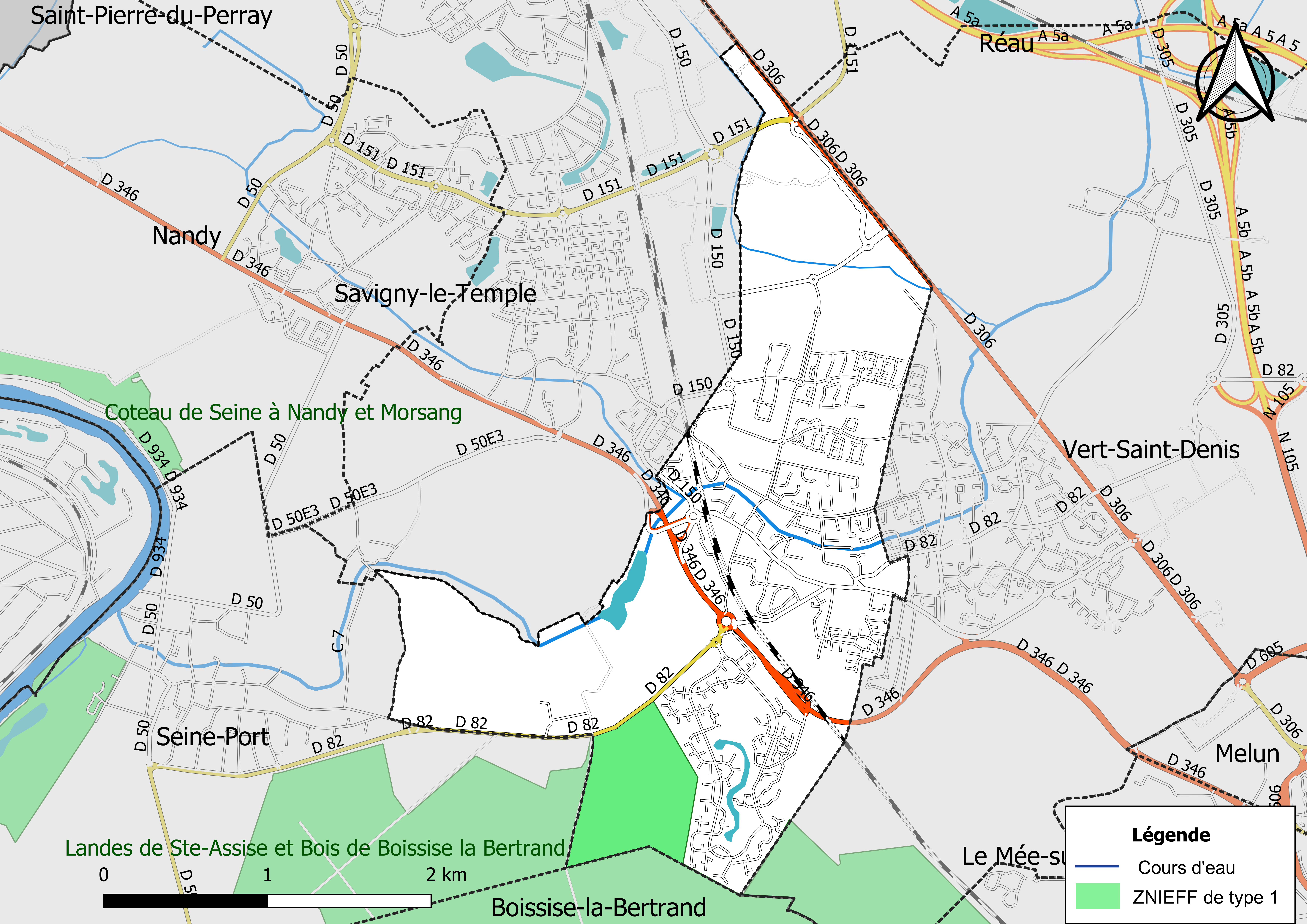
Carte des ZNIEFF de type 1 de la commune.
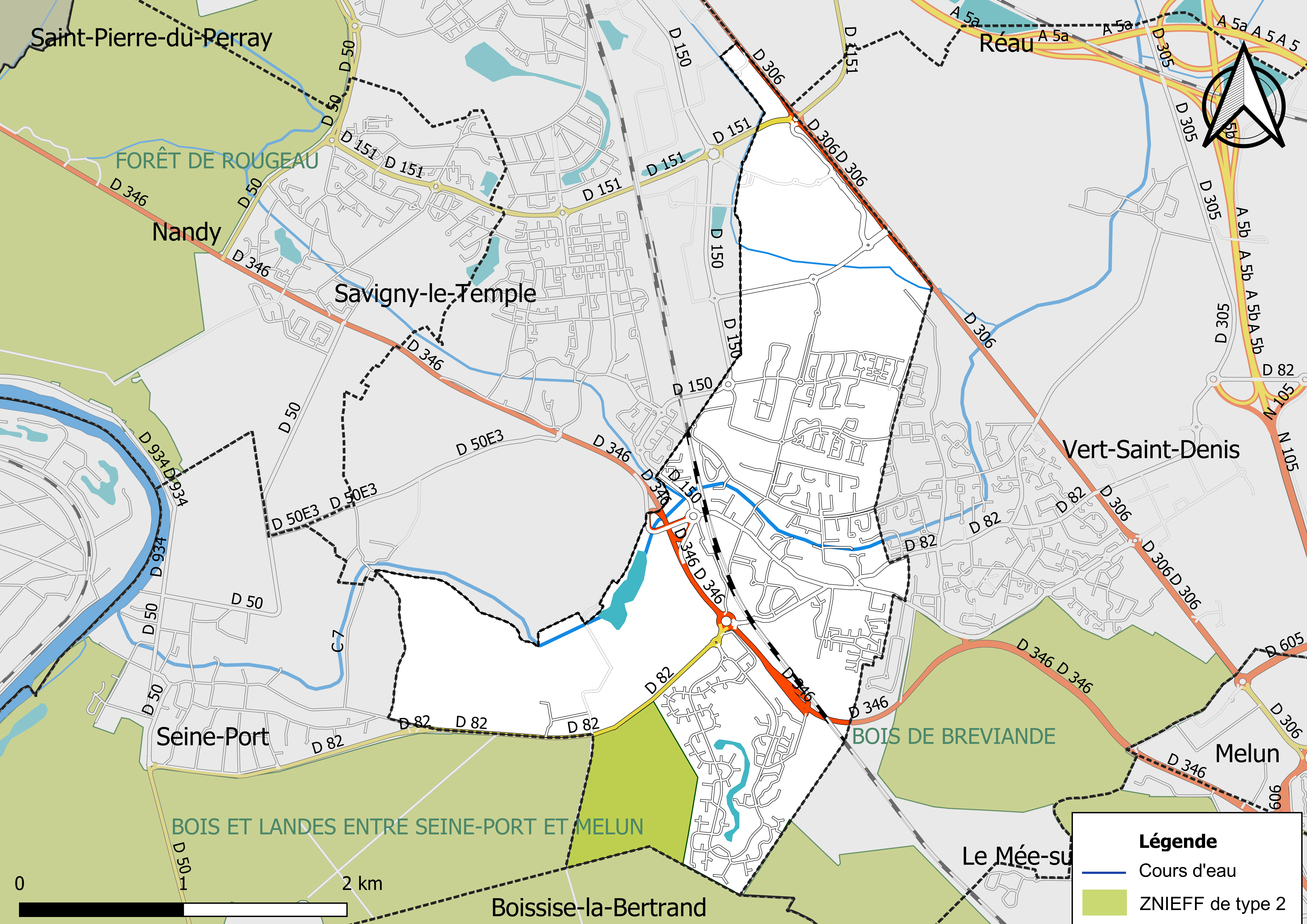
Carte des ZNIEFF de type 2 de la commune.

## Urbanisme

### Typologie
Au 1er janvier 2024, Cesson est catégorisée centre urbain intermédiaire, selon la nouvelle grille communale de densité à sept niveaux définie par l'Insee en 2022.
Elle appartient à l'unité urbaine de Paris, une agglomération inter-départementale regroupant 407  communes, dont elle est une commune de la banlieue,,. Par ailleurs la commune fait partie de l'aire d'attraction de Paris, dont elle est une commune de la couronne,. Cette aire regroupe 1 929 communes,.

### Lieux-dits et écarts
La commune compte 32 lieux-dits administratifs répertoriés consultables ici dont Saint-Leu (petit village de moins de 300 habitants, entre Cesson et Seine-Port).

### Occupation des sols
L'occupation des sols de la commune, telle qu'elle ressort de la base de données européenne d’occupation biophysique des sols Corine Land Cover (CLC), est marquée par l'importance des territoires artificialisés (51 % en 2018), en augmentation par rapport à 1990 (33,5 %). La répartition détaillée en 2018 est la suivante : 
zones urbanisées (42,8% ), forêts (27,7% ), terres arables (21,3% ), zones industrielles ou commerciales et réseaux de communication (8,2 %).
Parallèlement, L'Institut Paris Région, agence d'urbanisme de la région Île-de-France, a mis en place un inventaire numérique de l'occupation du sol de l'Île-de-France, dénommé le MOS (Mode d'occupation du sol), actualisé régulièrement depuis sa première édition en 1982. Réalisé à partir de photos aériennes, le Mos distingue les espaces naturels, agricoles et forestiers mais aussi les espaces urbains (habitat, infrastructures, équipements, activités économiques, etc.) selon une classification pouvant aller jusqu'à 81 postes, différente de celle de Corine Land Cover,,. L'Institut met également à disposition des outils permettant de visualiser par photo aérienne l'évolution de l'occupation des sols de la commune entre 1949 et 2018.

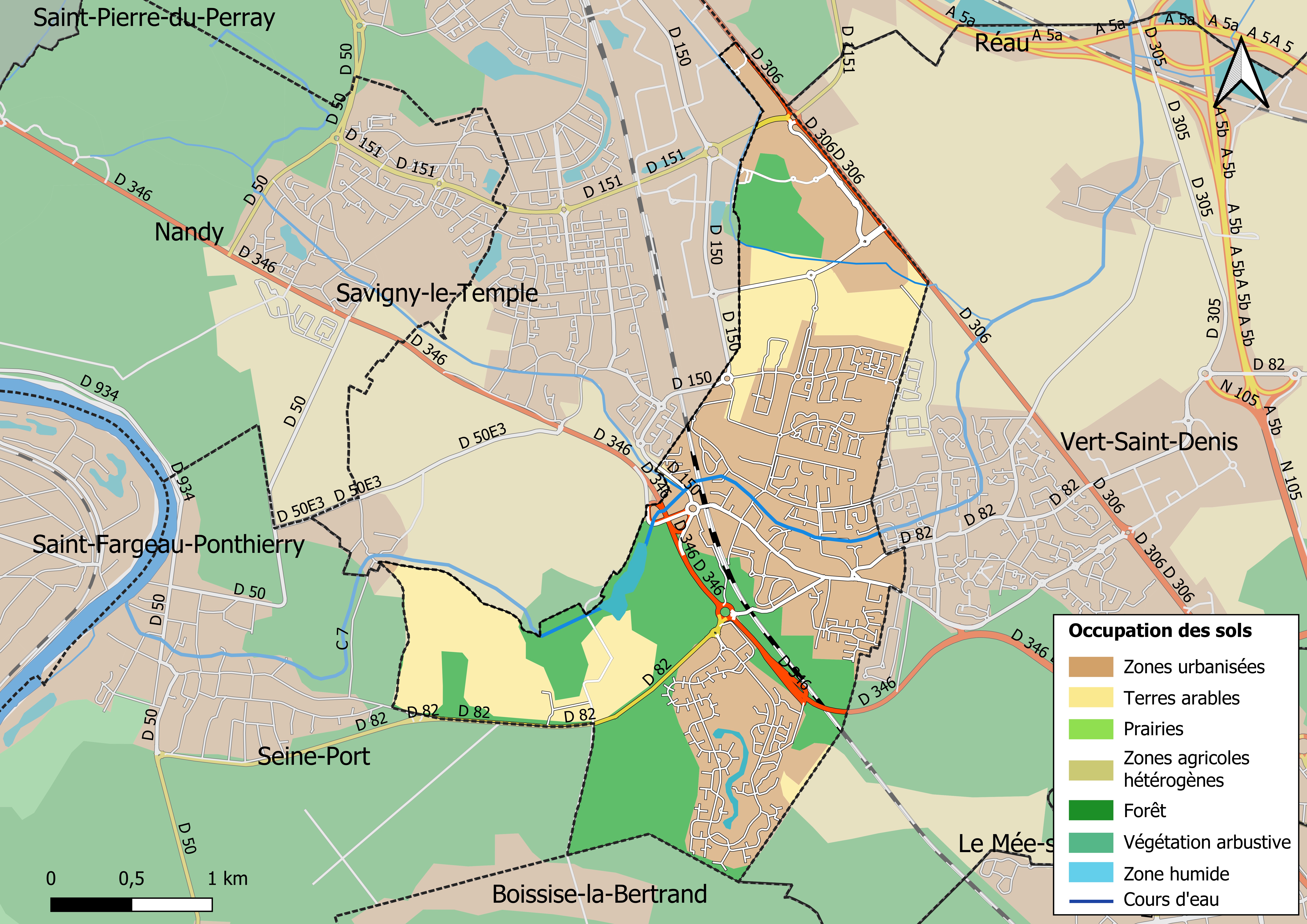
Carte des infrastructures et de l'occupation des sols en 2018 (CLC) de la commune.
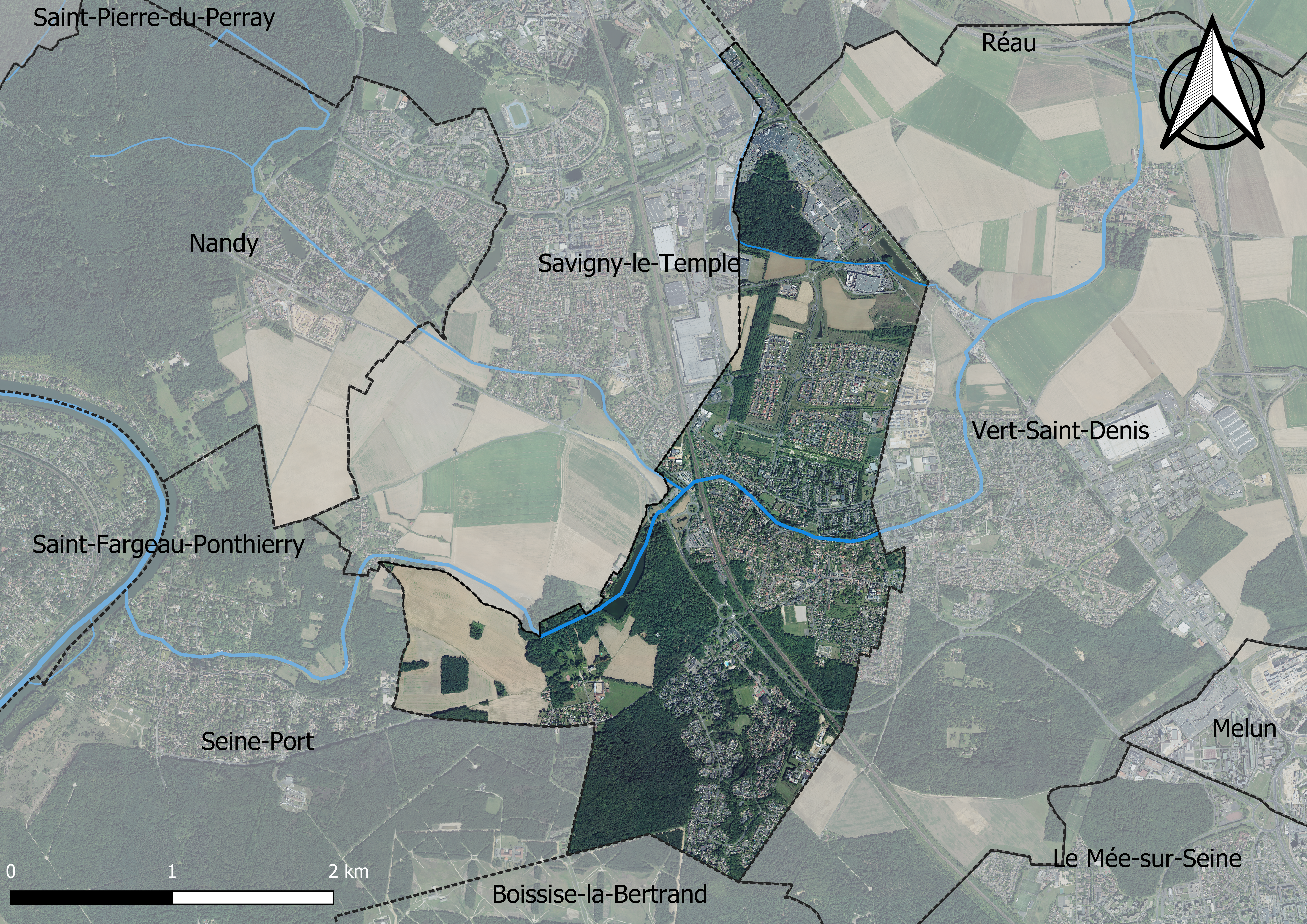
Carte orhophotogrammétrique de la commune.

### Planification
La loi SRU du 13 décembre 2000 a incité les communes à se regrouper au sein d’un établissement public, pour déterminer les partis d’aménagement de l’espace au sein d’un SCoT, un document d’orientation stratégique des politiques publiques à une grande échelle et à un horizon de 20 ans et s'imposant aux documents d'urbanisme locaux, les PLU (Plan local d'urbanisme). La commune est dans le territoire du SCOT Sénart dont l'étude a été engagée en 2013, portée par le syndicat Mixte de Sénart Val de Seine (SYMSEVAS).
La commune, en 2019, avait engagé l'élaboration d'un plan local d'urbanisme.

### Logement
En 2017, le nombre total de logements dans la commune était de 4 213 dont 76,9 % de maisons et 21,8 % d'appartements.
Parmi ces logements, 95,2 % étaient des résidences principales, 1,5 % des résidences secondaires et 3,3 % des logements vacants.
La part des ménages fiscaux propriétaires de leur résidence principale s'élevait à 74,6 % contre 23,9 % de locataires dont, 9,5 % de logements HLM loués vides (logements sociaux) et, 1,5 % logés gratuitement.

### Morphologie urbaine

#### Cesson-la-forêt

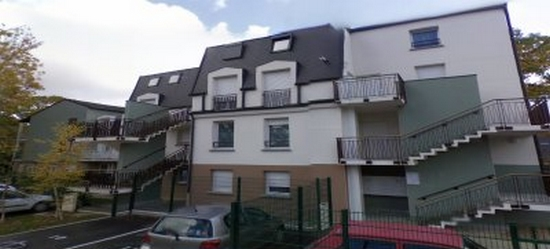
Logements sociaux de Cesson-la-forêt.

Cesson-la-forêt compose l'ensemble des quartiers sud de la ville à travers la boucle que forme l'avenue de la Zibeline. C'est dans cet ensemble que se trouvent le collège du Grand-Parc, le centre commercial Intermarché SUPER ainsi qu'une boulangerie.

#### Cesson-Bourg
Il s'agit du centre-ville de Cesson où se trouvent la mairie et l'essentiel des commerces de la ville.

#### Le Clos-verneau
Attenant au centre de Cesson, le quartier du Clos-verneau construit à la fin des années 1960 comprend deux types de constructions : des maisons individuelles et des groupes de deux maisons mitoyennes avec des jardins relativement grands.

#### Cesson-Gare
Comprenant quelques habitations à ses alentours, la gare de Cesson est desservie par les trains de la ligne D du RER. La gare dispose d'un parking gratuit d'une capacité de 300 à 500 places.

#### Route de Montbréau
La construction de 49 logements sociaux BBC (bâtiment basse consommation) dans ce quartier à la limite de Savigny-le-Temple a été réalisée en avril 2012.

#### Cesson-Centre

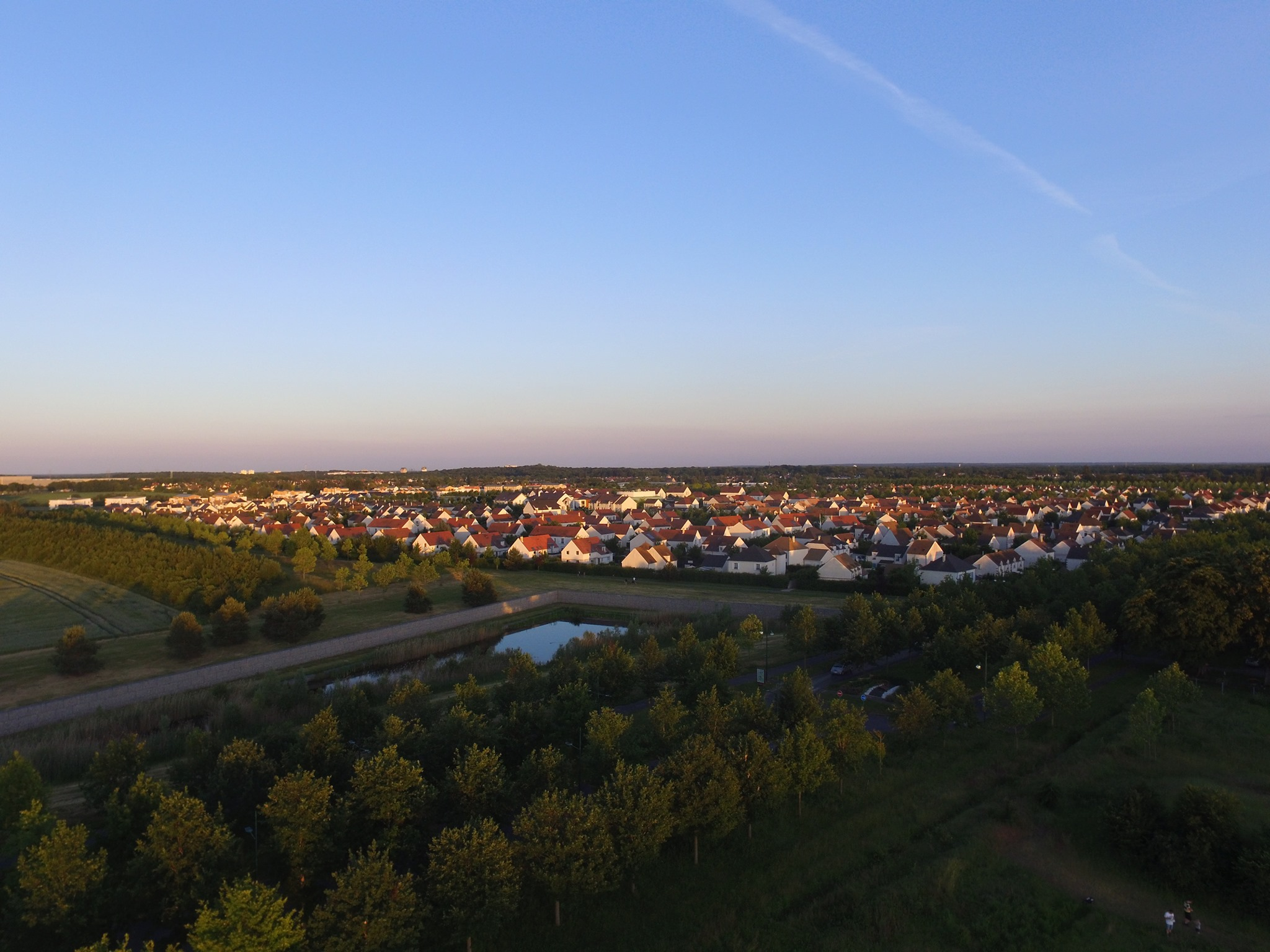
Vue sur le quartier de la Plaine-du-Moulin-à-Vent

On y trouve un urbanisme récent qui se développe en lieu et place d'une zone agricole et où la population augmente de façon significative.

## Toponymie
Le nom de la localité est mentionné sous la forme Seccon en 1233 ; Ceson en 1253 ; Cessonnum en 1285 ; Cessons au XIVe siècle ; Saint Martin de Sesson en 1473 ; Ceisson en 1607,.
Cesson vient, soit du latin cessonum, le « successeur » ; soit du briard cese, la « cerise ».

## Histoire
L’évêque Guillaume de Champagne transféra la qualité de paroisse à l'église Saint-Martin de Cesson lorsqu'il autorisa la création d'un prieuré à Saint-Leu en 1176. En 1285, le comte Guillaume de Cesson et sa femme firent don d'un de leurs petits-fiefs aux bénédictins de Saint-Père de Melun. L'Ancien Régime ne semble pas avoir marqué durablement le bourg et ses hameaux de Saint-Leu et Verneau. En 1720, Jean-Baptiste Plucq, baron de Saint-Port, acquiert les terres de Pouilly de la famille de Vaudetar qu'elle possède depuis 420 ans. Il achète en outre les terres de Verneau, Saint-Leu, Bréviande, Cesson et Boissise.
Après la Révolution française, les paroisses de Cesson et de Vert-Saint-Denis fusionnent en 1809, suivie, 20 ans plus tard, de la démolition de l'église d'intercommunalité : avec cette paroisse unique, les enfants des deux villages fréquentèrent la même école, tandis que les deux communes achetaient ensemble un terrain où enterrer leurs morts. Village rural, vivant autour de ses fermes depuis des siècles, c'est l'ouverture de la station de chemin de fer sur son territoire qui amènera à partir de 1855, une extension du bourg du côté de la gare, tandis que de riches propriétaires préféreront faire construire leurs villas du côté opposé. Pour l'année 1866, l'almanach historique de Seine-et-Marne note 449 habitants pour Cesson et 720 pour Vert-Saint-Denis : les citoyens ont élu à leur tête les deux plus importants fermiers et propriétaires terriens de leur localité respective.
La tuilerie et le moulin de Cesson doivent cesser leur activité après la guerre de 1870, tout comme les distilleries et l'usine de peignage de lin de Vert-Saint-Denis. En 1909, Henri Geoffroy, riche fermier de la région devient le maire de Cesson. Dès son arrivée, il enrichit la ville grâce à ses relations étroites avec le maire de Paris. On lui doit notamment l'avenue de la Gare. Il est enterré au cimetière de Saint-Germain-Laxis.

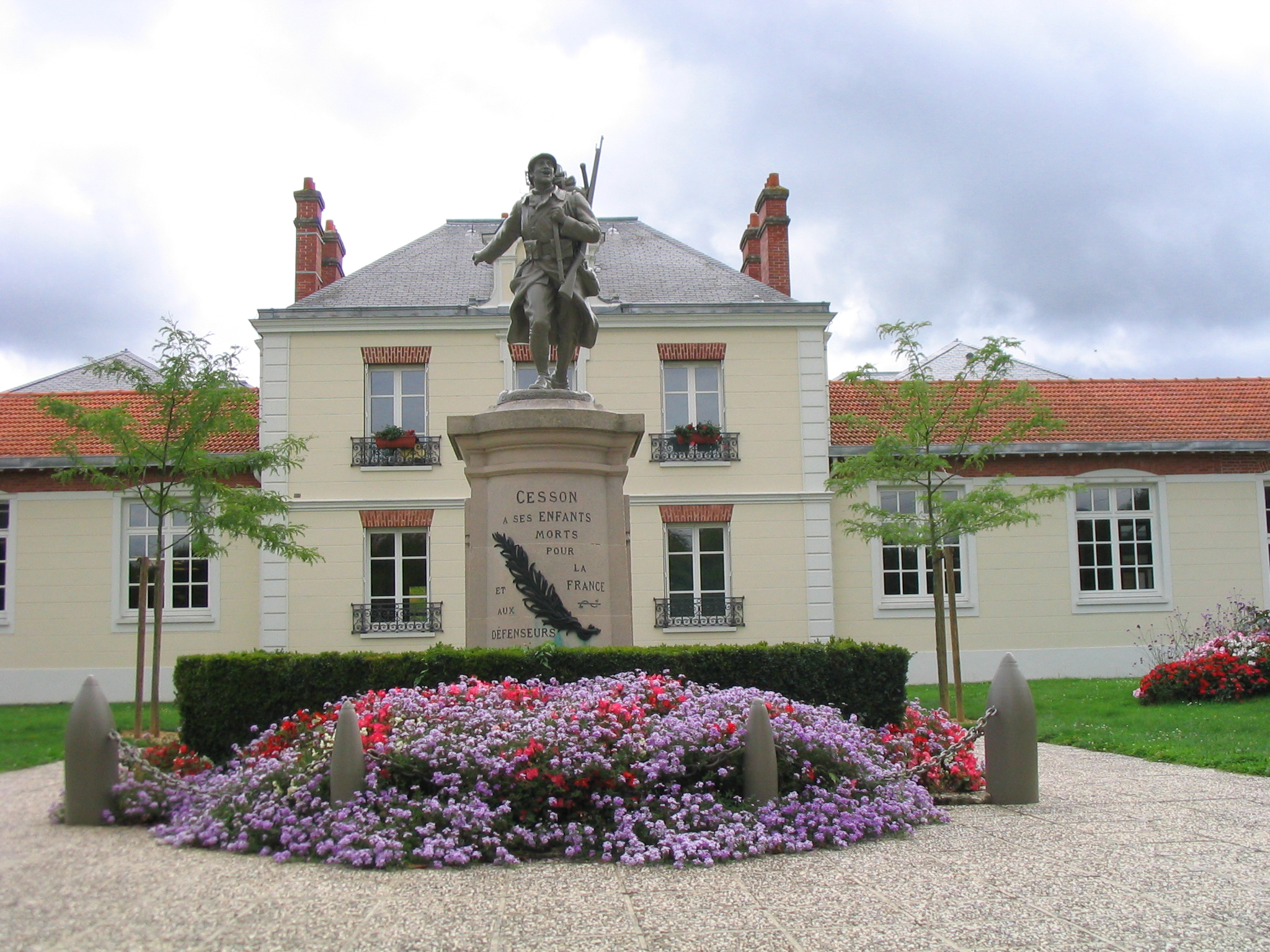
Monument aux morts de la guerre 1914-1918 de Cesson.

Le monument aux morts de la Première Guerre mondiale est érigé devant la mairie en 1922.
L'éclairage électrique, voté dès 1894, est mis en place entre 1922 et 1956.
À partir des années 1960, Cesson bénéficiant de sa situation sur la ligne SNCF allant à Paris, connaîtra plusieurs programmes de constructions de maisons individuelles qui feront passer sa population d'un peu plus d'un millier d'habitants en 1962 à plus de 8500 en 2010.
Ainsi, en 1966-1967 est construit le Grand Village sur les territoires de Cesson et Vert-Saint-Denis, ayant pour modèle les cités-jardins anglaises. Il s’organise autour du ru de Balory. En 1967 est lancé le nouveau village, qui suit la même inspiration. D'autres quartiers naîtront avec chacun un style différent, comme le Clos Verneau près du stade, Cesson-la-forêt, le quartier de la poste, et récemment dans les années 2000 la Plaine-du-Moulin-à-Vent.

### Voies de communications et transports

#### Transport ferroviaire
La gare de Cesson est desservie par la ligne D du RER d'Île-de-France.

#### Transports en commun
Cesson est desservie par le réseau de bus de Sénart avec un total de 13 lignes :
- la ligne ligne 3702 (ex-Citalien) relie le Sénart-Centre de Lieusaint à la Place Saint-Jean de Melun et dessert le centre commercial de Boissénart ;
- la ligne 3705 relie la gare de Cesson à l'arrêt Point de vue du Carré Sénart dans la Commune de Lieusaint ;
- la ligne 3736 relie la gare de Savigny-le-Temple - Nandy à la gare de Cesson ;
- la ligne 3741 relie la gare de Cesson au quartier de Cesson la forêt ;
- la ligne 3742 relie la gare de Cesson au quartier des Hautes Billes à Vert-Saint-Denis ;
- la ligne 3743 relie la gare de Cesson au quartier des Hautes Billes à Vert-Saint-Denis ;
- la ligne 3744 relie la gare de Savigny-le-Temple - Nandy à la gare de Cesson ;
- la ligne 3773 relie la gare de Savigny-le-Temple au Lycée Sonia Delaunay de Cesson en passant par la gare la gare Cesson ;
- la ligne 3776 relie à l'arrêt Carré Trait d'Union de Lieusaint à l'arrêt Gambetta de Melun en passant par la gare de Cesson ;
- la ligne 3777 relie la médiathèque de Savigny-le-Temple au Collège Nazareth de Voisenon en passant par la gare de Cesson ;
- la ligne 3778 relie Savigny-le-Temple à Voisenon en passant par le Collège Grand Parc de Cesson.

## Politique et administration

### Situation administrative
La commune fait partie de l'arrondissement de Melun, du canton de Savigny-Le-Temple et de la communauté d'agglomération Grand Paris Sud Seine-Essonne-Sénart.

### Liste des maires
Depuis l'après-guerre, huit maires se sont succédé à Cesson :
| Période      | Période                      | Identité                     | Étiquette | Qualité                                                                             |
| ------------ | ---------------------------- | ---------------------------- | --------- | ----------------------------------------------------------------------------------- |
| 1945         | 1952                         | Maurice Creuzet              |           | Retraité                                                                            |
| 1952         | mars 1965                    | Auguste Michaud              |           | Cultivateur retraité                                                                |
| mars 1965    | mars 1971                    | Michel Robert                |           | Agent SNCF                                                                          |
| mars 1971    | 1971                         | Georges Deplagne (1946-2007) |           | Démissionnaire                                                                      |
| 1971         | 1992                         | Albert Bendelé (1927-2022)   | DVD       | Horticulteur et pépiniériste Démissionnaire                                         |
| 1992         | mars 2008                    | Christian Didion             | DVD       | Ingénieur IBM Suppléant du député UMP Jean-Claude Mignon (2002 → 2007)              |
| mars 2008    | avril 2010                   | Jean-Marc Brûlé              | LV        | Cadre supérieur Conseiller régional d'Île-de-France (2004 → 2015) Démissionnaire    |
| juillet 2010 | En cours (au 7 juillet 2020) | Olivier Chaplet              | DVD       | Cadre commercial Élu lors d'une élection municipale partielle Réélu en 2014 et 2020 |

### Instances judiciaires et administratives
Cesson relève du tribunal d'instance de Melun, du tribunal de grande instance de Melun, de la cour d'appel de Paris, du tribunal pour enfants de Melun, du conseil de prud'hommes de Melun, du tribunal de commerce de Melun, du tribunal administratif de Melun et de la cour administrative d'appel de Paris.

### Jumelages
Au 9 juillet 2013, Cesson est jumelée avec :
- Chipping Sodbury (Angleterre) depuis 1978, ville de naissance de J. K. Rowling, auteur des aventures d'Harry Potter, voir Chipping Sodbury ;
- Buchloe (Allemagne) depuis 1986 ;
- Bababé (Mauritanie) depuis 1988 ;
- Bivolărie, Suceava (Roumanie).

## Équipements et services

### Eau et assainissement
L’organisation de la distribution de l’eau potable, de la collecte et du traitement des eaux usées et pluviales relève des communes. La loi NOTRe de 2015 a accru le rôle des EPCI à fiscalité propre en leur transférant cette compétence. Ce transfert devait en principe être effectif au 1er janvier 2020, mais la loi Ferrand-Fesneau du 3 août 2018 a introduit la possibilité d’un report de ce transfert au 1er janvier 2026,.

#### Assainissement des eaux usées
En 2020, la commune de Cesson gère le service d’assainissement collectif (collecte et ) en régie directe, c’est-à-dire avec ses propres personnels.
L’assainissement non collectif (ANC) désigne les installations individuelles de traitement des eaux domestiques qui ne sont pas desservies par un réseau public de collecte des eaux usées et qui doivent en conséquence traiter elles-mêmes leurs eaux usées avant de les rejeter dans le milieu naturel. Le  assure pour le compte de la commune le service public d'assainissement non collectif (SPANC), qui a pour mission de vérifier la bonne exécution des travaux de réalisation et de réhabilitation, ainsi que le bon fonctionnement et l’entretien des installations,.

#### Eau potable
En 2020, l'alimentation en eau potable est assurée par la Communauté d'agglomération Grand Paris Sud Seine Essonne Sénart qui en a délégué la gestion à une entreprise privée, dont le contrat expire le 31 décembre 2021,.

## Population et société

### Démographie
L'évolution du nombre d'habitants est connue à travers les recensements de la population effectués dans la commune depuis 1793. Pour les communes de plus de 10 000 habitants les recensements ont lieu chaque année à la suite d'une enquête par sondage auprès d'un échantillon d'adresses représentant 8 % de leurs logements, contrairement aux autres communes qui ont un recensement réel tous les cinq ans,.

En 2022, la commune comptait 11 141 habitants, en évolution de +8,82 % par rapport à 2016 (Seine-et-Marne : +3,92 %, France hors Mayotte : +2,11 %).
| 1793 | 1800 | 1806 | 1821 | 1831 | 1836 | 1841 | 1846 | 1851 |
| ---- | ---- | ---- | ---- | ---- | ---- | ---- | ---- | ---- |
| 250  | 299  | 356  | 289  | 349  | 372  | 372  | 368  | 369  |

| 1856 | 1861 | 1866 | 1872 | 1876 | 1881 | 1886 | 1891 | 1896 |
| ---- | ---- | ---- | ---- | ---- | ---- | ---- | ---- | ---- |
| 398  | 438  | 449  | 402  | 393  | 354  | 356  | 428  | 517  |

| 1901 | 1906 | 1911 | 1921 | 1926 | 1931 | 1936 | 1946 | 1954 |
| ---- | ---- | ---- | ---- | ---- | ---- | ---- | ---- | ---- |
| 522  | 560  | 656  | 624  | 725  | 924  | 833  | 840  | 989  |

| 1962  | 1968  | 1975  | 1982  | 1990  | 1999  | 2004  | 2006  | 2011  |
| ----- | ----- | ----- | ----- | ----- | ----- | ----- | ----- | ----- |
| 1 073 | 2 283 | 4 948 | 7 522 | 7 878 | 7 699 | 7 565 | 7 419 | 9 092 |

| 2016   | 2021   | 2022   | - | - | - | - | - | - |
| ------ | ------ | ------ | - | - | - | - | - | - |
| 10 238 | 11 140 | 11 141 | - | - | - | - | - | - |

### Enseignement
Cesson est située dans l'académie de Créteil.

#### Établissements scolaires
Elle administre quatre écoles maternelles et cinq écoles élémentaires communales et dispose d'une école élémentaire privée.
Le département gère un collège : le collège Le Grand-Parc en région Île-de-France, ainsi que le lycée général et technologique Sonia-Delaunay, comprenant une section d'enseignement professionnel.

### Sports
Le club de Football de Cesson est né d'une une entente avec la commune de Vert-Saint-Denis. Son équipe senior évolue actuellement au niveau régional, en R2(ex dsr) soit la 7e division nationale

## Économie

### Revenus de la population et fiscalité
En 2018, le nombre de ménages fiscaux de la commune était de 3 902 (dont 70 % imposés), représentant 10 583 personnes et la  médiane du revenu disponible par unité de consommation  de 26 090 euros, le 1er décile étant de 15 330 euros avec un rapport interdécile de 2,7.

### Emploi
En 2018 , le nombre total d’emplois dans la zone était de 2 980, occupant 4 784 actifs  résidants.
Le taux d'activité de la population (actifs ayant un emploi) âgée de 15 à 64 ans s'élevait à 71,5 % contre un taux de chômage de 6,8 %.
Les 21,7 % d’inactifs se répartissent de la façon suivante : 12,6 % d’étudiants et stagiaires non rémunérés, 4,7 % de retraités ou préretraités et 4,4 % pour les autres inactifs.

#### Entreprises et commerces
En 2019, le nombre d’unités légales et d’établissements (activités marchandes hors agriculture) par secteur d'activité était de 525 dont 20 dans l’industrie manufacturière, industries extractives et autres, 54 dans la construction, 150 dans le commerce de gros et de détail, transports, hébergement et restauration, 30 dans l’Information et communication, 12 dans les activités financières et d'assurance, 15 dans les activités immobilières, 98 dans les activités spécialisées, scientifiques et techniques et activités de services administratifs et de soutien, 80 dans l’administration publique, enseignement, santé humaine et action sociale et 66  étaient relatifs aux autres activités de services.
En 2020, 111 entreprises ont été créées sur le territoire de la commune, dont 83 individuelles.
Au 1er janvier 2021, la commune ne disposait pas d’hôtel et de terrain de camping.

### Secteurs d'activité

#### Agriculture
Cesson est dans la petite région agricole dénommée le « Pays de Bière et Forêt de Fontainebleau », couvrant le Pays de Bière et la forêt de Fontainebleau. En 2010, l'orientation technico-économique de l'agriculture sur la commune est diverses cultures (hors céréales et oléoprotéagineux, fleurs et fruits).
Si la productivité agricole de la Seine-et-Marne se situe dans le peloton de tête des départements français, le département enregistre un double phénomène de disparition des terres cultivables (près de 2 000 ha par an dans les années 1980, moins dans les années 2000) et de réduction d'environ 30 % du nombre d'agriculteurs dans les années 2010. Cette tendance se retrouve au niveau de la commune où le nombre d’exploitations est passé de 3 en 1988 à 2 en 2010. Parallèlement, la taille de ces exploitations diminue, passant de 129 ha en 1988 à 127 ha en 2010.
Le tableau ci-dessous présente les principales caractéristiques des exploitations agricoles de Cesson, observées sur une période de 22 ans : 
|                                      | 1988 | 2000 | 2010 |
| ------------------------------------ | ---- | ---- | ---- |
| Dimension économique,                |      |      |      |
| Nombre d’exploitations (u)           | 3    | 4    | 2    |
| Travail (UTA)                        | 7    | 5    | 1    |
| Surface agricole utilisée (ha)       | 388  | 256  | 254  |
| Cultures                             |      |      |      |
| Terres labourables (ha)              | 324  | s    | s    |
| Céréales (ha)                        | s    | s    | s    |
| dont blé tendre (ha)                 | s    | s    | s    |
| dont maïs-grain et maïs-semence (ha) | s    |      |      |
| Tournesol (ha)                       | s    |      |      |
| Colza et navette (ha)                | s    | s    | s    |
| Élevage                              |      |      |      |
| Cheptel (UGBTA)                      | 63   | 89   | 29   |

## Culture locale et patrimoine

### Lieux et monuments
La commune ne contient aucun édifice répertorié à l'inventaire des monuments historiques et un seul recensé à l'inventaire général du patrimoine culturel : le parc du domaine de Saint-Leu.
On peut toutefois citer quelques édifices remarquables :
- le château de Saint-Leu, au lieu-dit Saint-Leu, construit en pierre et briques ;
- une gentilhommière est attestée sur le site au XVIIe siècle. Une chapelle, ajoutée au bâtiment en 1859, sert actuellement d’orangerie. En 1859, le domaine comporte le corps principal du château flanqué de deux corps latéraux, des communs, des écuries, un lavoir, un jardin fruitier, un potager, des prairies, le canal du Balory avec pont, un étang, des bois, une maison de garde-chasse et une ferme seigneuriale. Le château est détruit en 1881, et vendu en 1886 à la famille Piollet. Le site comportait une ferme seigneuriale, bâtie sur un ancien prieuré et remplacée par une ferme modèle en 1861[réf. nécessaire] ;
- l'étang du Follet, au lieu-dit Saint-Leu. Au XIIe siècle, un acte de Louis VII mentionnait l’étang et le moulin banal de Saint-Leu[62]. L’étang appartient ensuite à la commanderie de Savigny-le-Temple, jusqu’au XVIIIe siècle. Le baron Jean-Baptiste Glucq de Saint-Port, qui possédait déjà le château et la ferme de Saint-Leu, devient propriétaire du moulin, qui demeure en activité jusqu’en 1876, puis est agrandi avant d’être transformé en rendez-vous de chasse et d’accueillir un élevage de gibier. Une fois le moulin désaffecté, le parc du château est réaménagé et le ru du Balory détourné[réf. nécessaire]. Actuellement[Quand ?] l’étang est une réserve ornithologique gérée par le syndicat d’agglomération nouvelle de Sénart ;
- une maison, avenue Charles-Monier, construite en meulière, argile et tôle émaillée, sur laquelle on distingue une plaque « Le courrier ». Il s’agit d’un ancien relais de poste, construit au XIXe siècle ;
- une maison à l'angle de la rue du Poirier-Saint et de l'avenue Charles-Monier : sa façade est décorée d’une gargouille provenant de l’ancienne église de Cesson. Cette propriété, qui a appartenu au pilote d'essais Charles Monier[réf. nécessaire], est actuellement le siège du Syndicat intercommunal de la culture (EPIC commun aux communes de Cesson et Vert-Saint-Denis) ;
- une maison, rue Grande à Saint-Leu, construite en meulière, plâtre et pan de bois. Habitation d’habillage néo-gothique s’inspirant de l’architecture balnéaire. Parfois vendu sur catalogue, ce type d’habillage se développe parmi les bâtisses construites en bord de Seine du Mée-sur-Seine et de Seine-Port[réf. nécessaire] ;

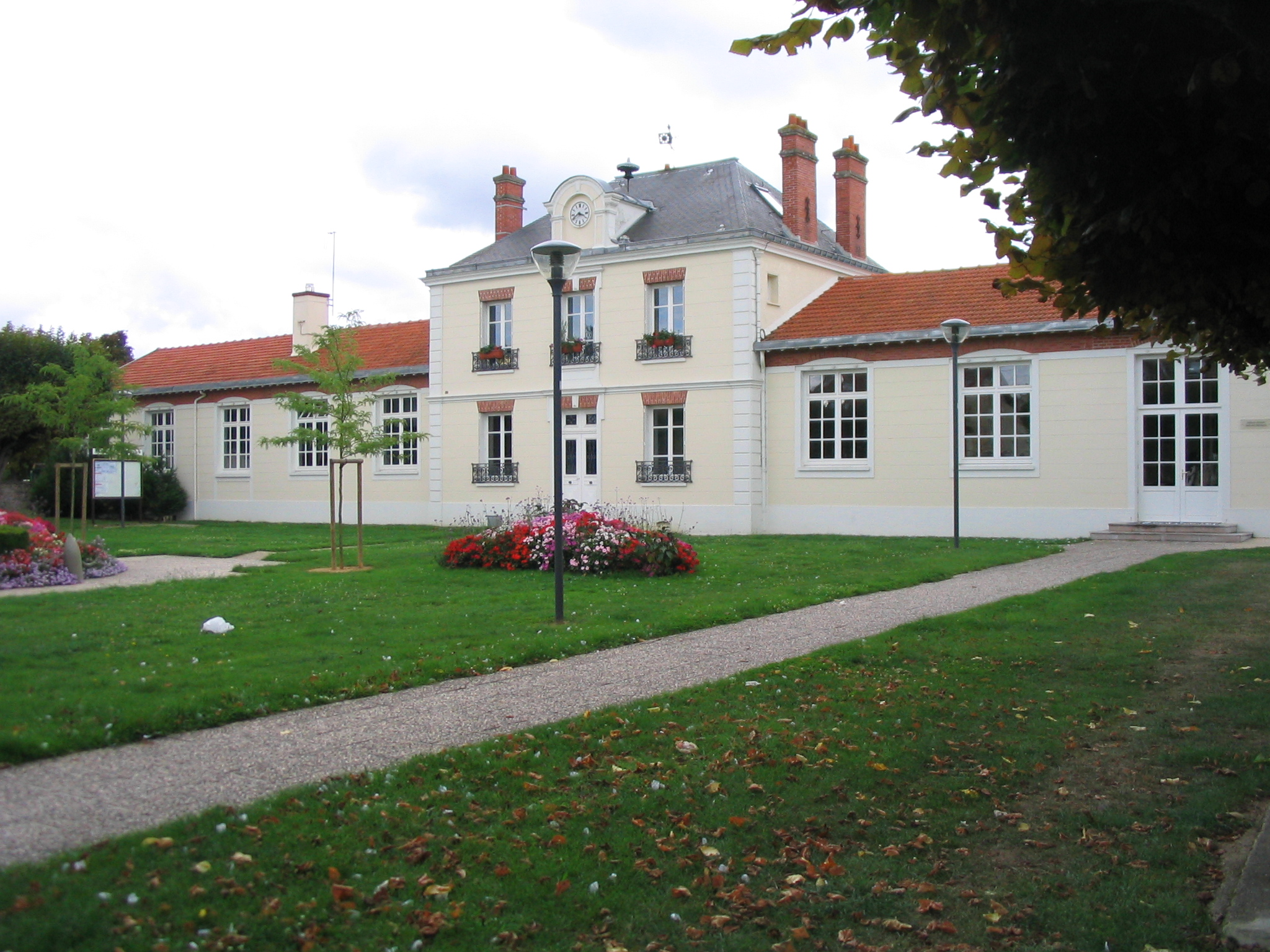
Partie ancienne de la mairie.

- la mairie : elle se compose de deux parties. L'ancienne mairie dont l'entrée principale était située avenue Charles-Monier, en pierres enduites, avait été installée dans l'ancienne école de filles. L’horloge est installée sur la façade en 1909. Elle a été agrandie par un bâtiment plus fonctionnel dont l'entrée est située route de Saint-Leu[réf. nécessaire] ;
- la gare SNCF, place de la gare, construite en pierres et enduits. La gare de Cesson fait partie d’une ligne Paris-Lyon-Méditerranée en service à partir de 1849. La station de Cesson ouvre en 1855. À la suite de l’accroissement du trafic ferroviaire, la voie est doublée en 1912[réf. nécessaire] ;
- les lacs : il s'agit d'un grand espace vert comportant des tables de tennis de table, des jeux pour les enfants, et deux étendues d'eau de quelques centaines de mètres carrés.

### Patrimoine religieux

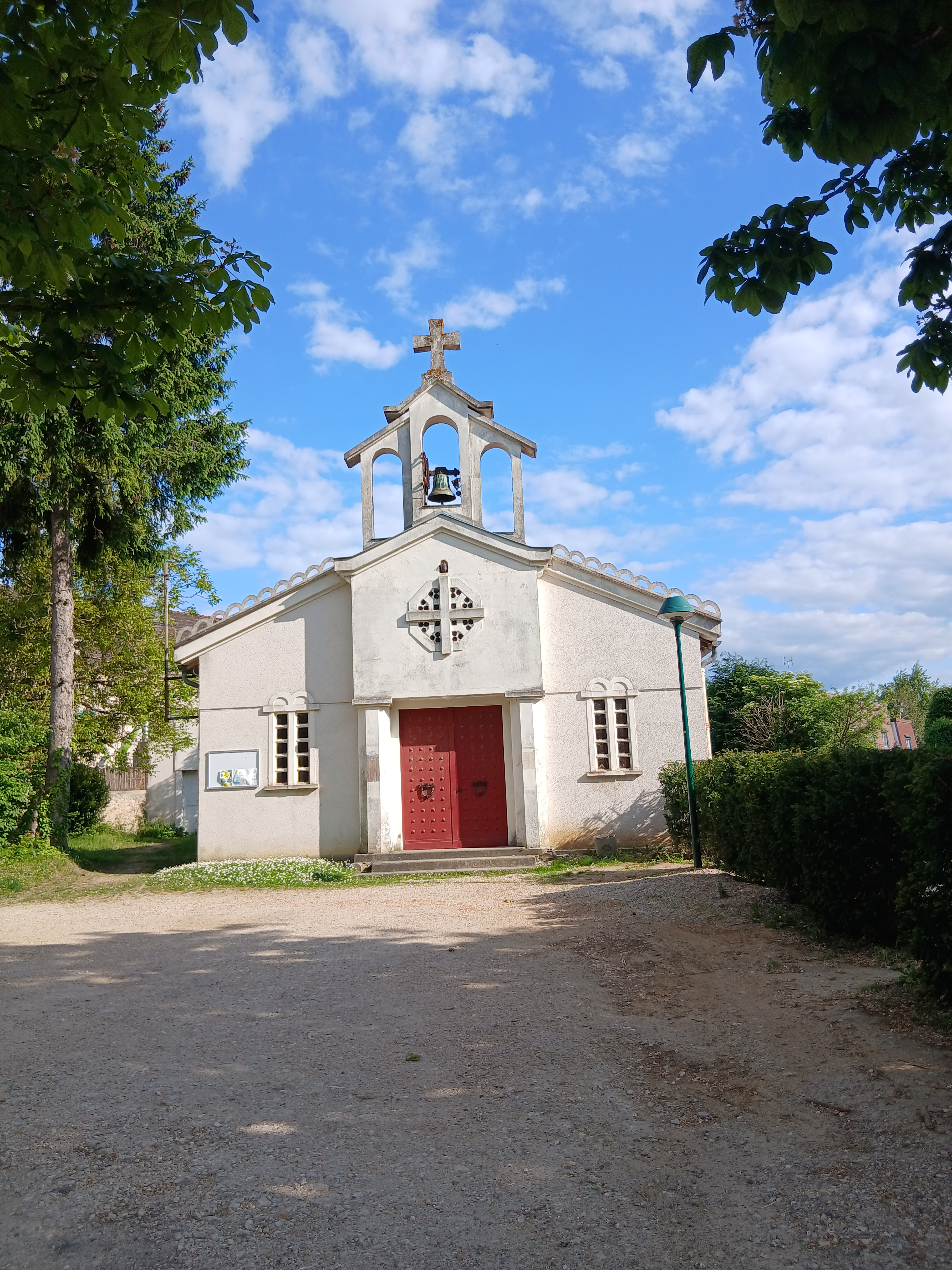
La nouvelle église de Cesson (1936).

L'église Saint-Martin, détruite en 1836, se trouvait à l'emplacement de l'actuelle rue de l'Ancienne-Église. Il est possible de la situer assez précisément à l'aide d'une carte topographique : le prolongement en ligne droite d'un chemin de forêt encore appelé « chemin de la Messe », qui la reliait au château de Saint-Leu, chemin aujourd'hui coupé par la ligne de chemin de fer. Un fragment de cette ancienne église, une gargouille, a été incorporé dans un mur d'une ancienne villa de Cesson, au no 96 avenue Charles-Monier, bâtiment appartenant actuellement à la ville.
Une nouvelle église Saint-Martin a été bâtie en 1936, dans un tout autre quartier, proche de l'actuelle mairie.

### Personnalités liées à la commune
- Charles Monier (1920-1953), pilote des forces aériennes libres Normandie-Niémen, durant la Seconde Guerre mondiale, puis pilote d'essai pour Dassault aviation.